# Blackbird (album d'Alter Bridge)
Pour les articles homonymes, voir Blackbird.
Albums de Alter Bridge
One Day Remains
(2004) AB III
(2010)
Singles
1. Rise Today
Sortie : 31 juillet 2007
2. Watch Over You
Sortie : 14 janvier 2008
3. Before Tomorrow Comes
Sortie : 22 avril 2008

Blackbird est le second album du groupe américain Alter Bridge. Il est sorti mondialement le 8 octobre 2007 sauf pour les États-Unis où il sortit un jour plus tard, le 9 octobre 2007. Il est le premier et unique album du groupe pour le label Universal Republic Records.

## Historique
Le groupe commença le travail d'écriture de l'album début 2006 et entra en studio en février 2007 pour l'enregistrement. L'enregistrement se déroula aux Blackbird Studios de Nashville et au Studio Barbarosa à Bavon en Virginie jusqu'en mai 2007 sous la houlette du producteur Michael "Elvis" Baskette (en).
L'album se classa directement à sa sortie à la 13e place du Billboard 200 aux États-Unis, se vendant à 47 000 exemplaires cette première semaine. En janvier 2008, l'album s'était vendu à 227 000 exemplaires aux USA et il sera certifié disque d'argent en 2013 au Royaume-Uni pour la vente de 60 000 exemplaires.

## Liste des titres
- Tous les titres sont signés par le groupe

| 1.    | Ties That Bind        | 3:19 |
| 2.    | Come to Life          | 3:51 |
| 3.    | Brand New Start       | 4:54 |
| 4.    | Buried Alive          | 4:35 |
| 5.    | Coming Home           | 4:19 |
| 6.    | Before Tomorrow Comes | 4:06 |
| 7.    | Rise Today            | 4:21 |
| 8.    | Blackbird             | 7:58 |
| 9.    | One by One            | 4:20 |
| 10.   | Watch Over You        | 4:19 |
| 11.   | Break Me Down         | 3:56 |
| 12.   | White Knuckles        | 4:24 |
| 13.   | Wayward One           | 4:43 |
| 59:17 |                       |      |

| 14. | The Damage Done | 3:45 |
| 15. | New Way to Live | 5:40 |

| 14. | We Don't Care At All |  | 3:42 |

## Musiciens
- Myles Kennedy: chant, guitare rythmique
- Mark Tremonti: guitares, chœurs
- Brian Marshall: basse
- Scott Phillips: batterie

## Charts et certifications
| Pays        | Durée du classement | Meilleur classement |
| ----------- | ------------------- | ------------------- |
| Allemagne   | 1 semaine           | 55e                 |
| Autriche    | 1 semaine           | 64e                 |
| États-Unis  | 14 semaines         | 13e                 |
| Pays-Bas    | 2 semaines          | 55e                 |
| Royaume-Uni | 2 semaines          | 37e                 |
| Suède       | 1 semaine           | 56e                 |
| Suisse      | 1 semaine           | 83e                 |

| Pays        | Certification | Ventes   | Date       |
| ----------- | ------------- | -------- | ---------- |
| Royaume-Uni | Argent        | 60 000 + | 22/07/2013 |

### Charts singles
| Date | Titre                 | Chart                  | Durée du classement | Classement |
| ---- | --------------------- | ---------------------- | ------------------- | ---------- |
| 2007 | Rise Today            | Alternative Songs      | 12semaines          | 32e        |
| 2007 | Rise Today            | Mainstream Rock Tracks | 26 semaines         | 3e         |
| 2007 | Rise Today            | Canada Rock            | 6 semaines          | 35e        |
| 2008 | Watch Over You        | Mainstream Rock tracks | 13 semaines         | 19e        |
| 2009 | Watch Over You        | Adult Top 40           | 3 semaines          | 40e        |
| 2008 | Before Tomorrow Comes | Mainstream Rock Tracks | 11 semaines         | 29e        |